# Кит ајкула
Кит ајкула (лат. Rhincodon typus) је највећа постојећа врста риба. Највећа виђена кит-ајкула била је дуга 18,8 m (61,7 ft). Постоје тврдње да су виђене и јединке које су дуге преко 14m, а тешке преко чак 30t. Кит-ајкула је такође највећи кичмењак који не спада у сисаре. Спада у род Rhincodon, и једина је врста тог рода која није изумрла. Кит-ајкула постоји око 60 милиона година. Кит ајкула држи многе рекорде у погледу величине у животињском царству, а посебно да је то далеко највећи живи несисарски кичмењак. Једини је члан рода Rhincodon и једини постојећи члан породице Rhincodontidae, који припада подкласи Elasmobranchii у класи Chondrichthyes. Пре 1984. класификован је као Rhiniodon у Rhinodontidae.
Живи у отвореним водама, тропских океана, а ријетко се налази у водама које имају температуру нижу од 22 °C. Претпоставља се да могу живјети око 70 година. Имају велика уста, међутим нису опасни за људе јер се хране планктонима. Ову врсту је у априлу 1828. године открио Ендру Смит, када је ухватио јединку која је била дуга 4,6 m, а ухватио ју је у Тејбл беју (енгл. Table bay), у Јужноафричкој Републици. Име кит-ајкула добила је због своје величине.
Кит ајкула се налази у отвореним водама тропских океана и ретко се налази у води испод 21 °C (70 °F). Студије које су проучавале кичмењачке појасеве раста и стопе раста слободно пливајућих ајкула процењују животни век кит ајкула на 80–130 година. Китови ајкуле имају веома велика уста и филтерске хранилице, што је начин храњења који се јавља само код две друге ајкуле, мегаусне ајкуле и големе ајкуле. Хране се скоро искључиво планктоном и малим рибама и не представљају претњу за људе.
Ова врста је издвојена у априлу 1828. након харпунирања примерка дугог 4,6 m (15 ft) у Тејбл Беју, Јужна Африка. Ендру Смит, војни лекар повезан са британским трупама стационираним у Кејптауну, описао га је следеће године. Назив „кит ајкула” односи се на величину рибе, која је велика као неке врсте китова, и такође на то да је она храни филтрирањем попут китова усана.

## Опис
Уста кита ајкуле могу да садрже преко 300 редова ситних зуба и 20 филтерских јастучића које користи за филтрирање хране. За разлику од многих других ајкула, уста китова се налазе на предњој страни главе, а не на доњој страни главе. Према једном извештају ајкула кит од 12,1 m (39,7 ft) има уста пречника 1,55 m (5,1 ft). Глава је широка и равна са два мала ока на предњим угловима. Одушци се налазе одмах иза очију. Китови ајкуле имају пет великих пари шкрга. Њихова кожа је тамно сива са белим стомаком обележеним бледосивим или белим мрљама и пругама које су јединствене за сваку јединку. Његова кожа може бити дебела до 15 cm и веома је тврда и храпава на додир. Кит ајкула има три истакнута гребена дуж својих страна, који почињу изнад и иза главе и завршавају се на каудалној петељци. Ајкула има две леђне пераје постављене релативно далеко позади на телу, пар прсних пераја, пар карличних пераја и једну средњу аналну перају. Реп има већи горњи режањ од доњег режња (хетероцеркалан).
Утврђено је да китови ајкуле имају дермална назубљења на површини очних јабучица која су другачије структуриране од њихових телесних зубаца. Ова назубљења служе за заштиту ока од оштећења, заједно са способношћу кит ајкуле да увуче своје око дубоко у дупљу.
Комплетан и анотиран геном китова ајкула објављен је 2017. године.
Докази сугеришу да се китови ајкуле могу опоравити од великих повреда и да могу да регенеришу мале делове својих пераја. Такође се показало да се њихове ознаке на тачкама мењају на претходно рањеној области.

### Величина
Кит ајкула је највећа животиња на свету изузев самих китова. Докази сугеришу да китови ајкуле показују полни диморфизам у погледу величине, при чему мужјаци не расту тако велики као женке. Једна студија је посматрала раст јединки китова ајкула током 10 година. Закључено је да мужјаци у просеку достижу 8 до 9 метара (26 до 30 стопа) у дужину; иако то не представља максималну могућу величину. Иста студија је предвидела да женке достижу дужину од око 14,5 m (48 ft) у просеку, на основу ограниченијих података. Претходне студије које су процењивале раст и дуговечност китова ајкула дале су процене у распону од 14 до 21,9 м (46 до 72 стопа) у дужину. Ограничени докази, углавном од мужјака, сугеришу да се полна зрелост јавља око 8 до 9 м (26 до 30 стопа) у дужину, при чему женке вероватно сазревају при сличној величини или веће. Максимална дужина врсте је неизвесна због недостатка детаљне документације о највећим пријављеним јединкама. Пријављено је неколико китова ајкула дужине око 18 m (59 ft).
Велике китове ајкуле тешко је прецизно измерити, како на копну тако и у води. Када се мери на копну, на укупну дужину може утицати начин на који је реп постављен, било под углом као што би био у животу или испружен до максимума. Историјски гледано, технике као што су поређења са објектима познате величине и ужад са чворовима коришћене су за мерења у води и могу бити непрецизне. Године 2011. предложена је ласерска фотограметрија да би се побољшала тачност мерења у води.